# DSA-653
La DSA-653 es una carretera perteneciente a la Red Secundaria de la Diputación Provincial de Salamanca que une la  N-501  con la localidad de Cordovilla.

## Origen y Destino
La carretera  DSA-653  tiene su origen en Cordovilla en la intersección con la carretera  N-501 , y termina en el casco urbano de Cordovilla, formando parte de la Red de carreteras de Salamanca.